# Plucheinae
Plucheinae Benth. & Hook.f., 1873 è una tribù di piante angiosperme dicotiledoni della famiglia delle Asteraceae (sottofamiglia Asteroideae tribù Inuleae).

## Etimologia
Il nome della sottotribù deriva dal suo genere tipo (Pluchea Cassini, 1817) il cui nome a sua volta è stato dato in ricordo del naturalista francese Abbé N. A. Pluche, (1688–1761).

Il nome scientifico di questa tribù è stato definito dai botanici George Bentham (1800-1884) e Joseph Dalton Hooker (1817-1911) nella pubblicazione "Genera Plantarum ad exemplaria imprimis in herbariis Kewensibus." (Gen. Pl. [Bentham & Hooker f.] 2(1): 166, 180 ) del 1873.

## Descrizione

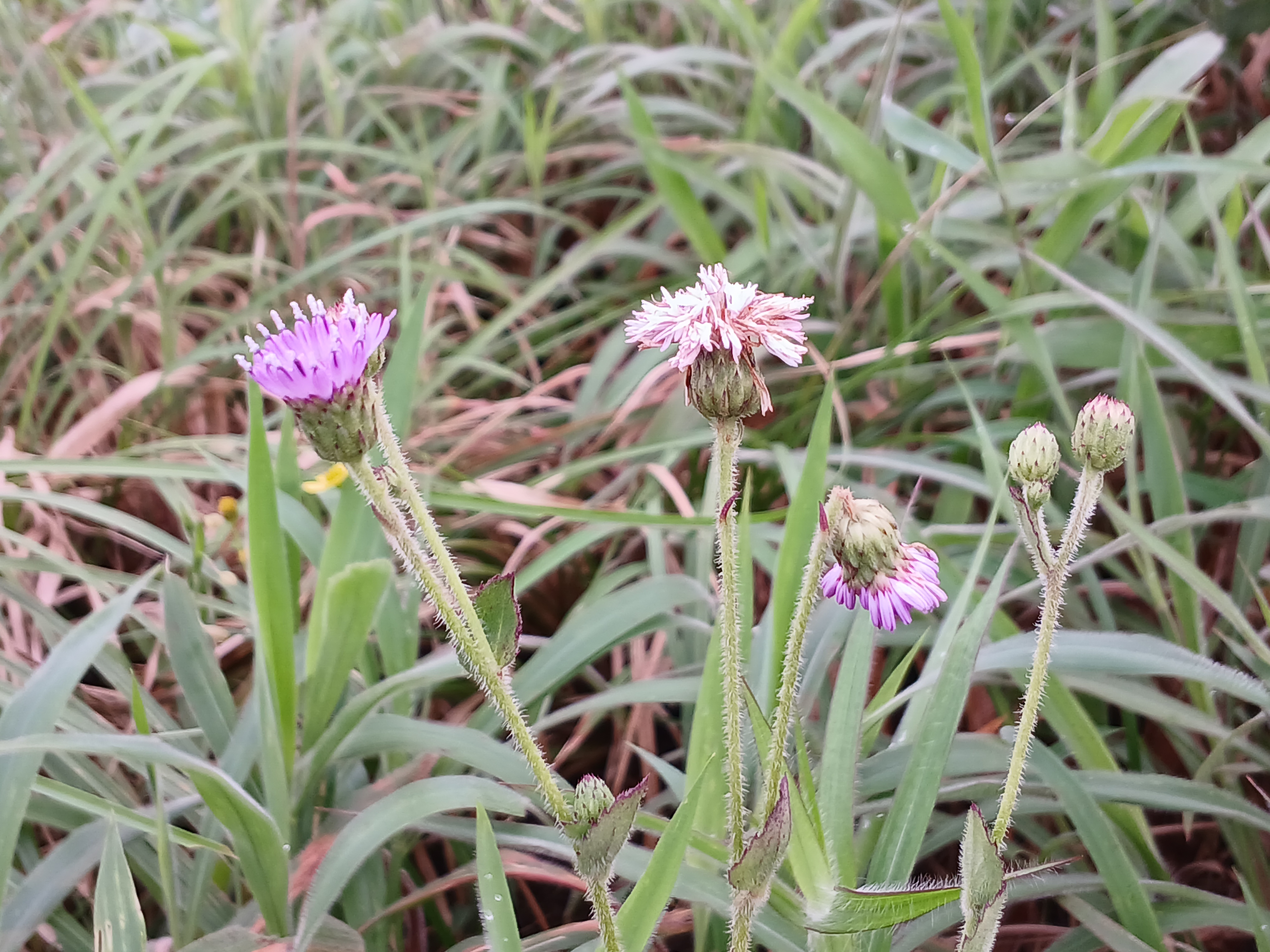
Il portamento
Laggera alata

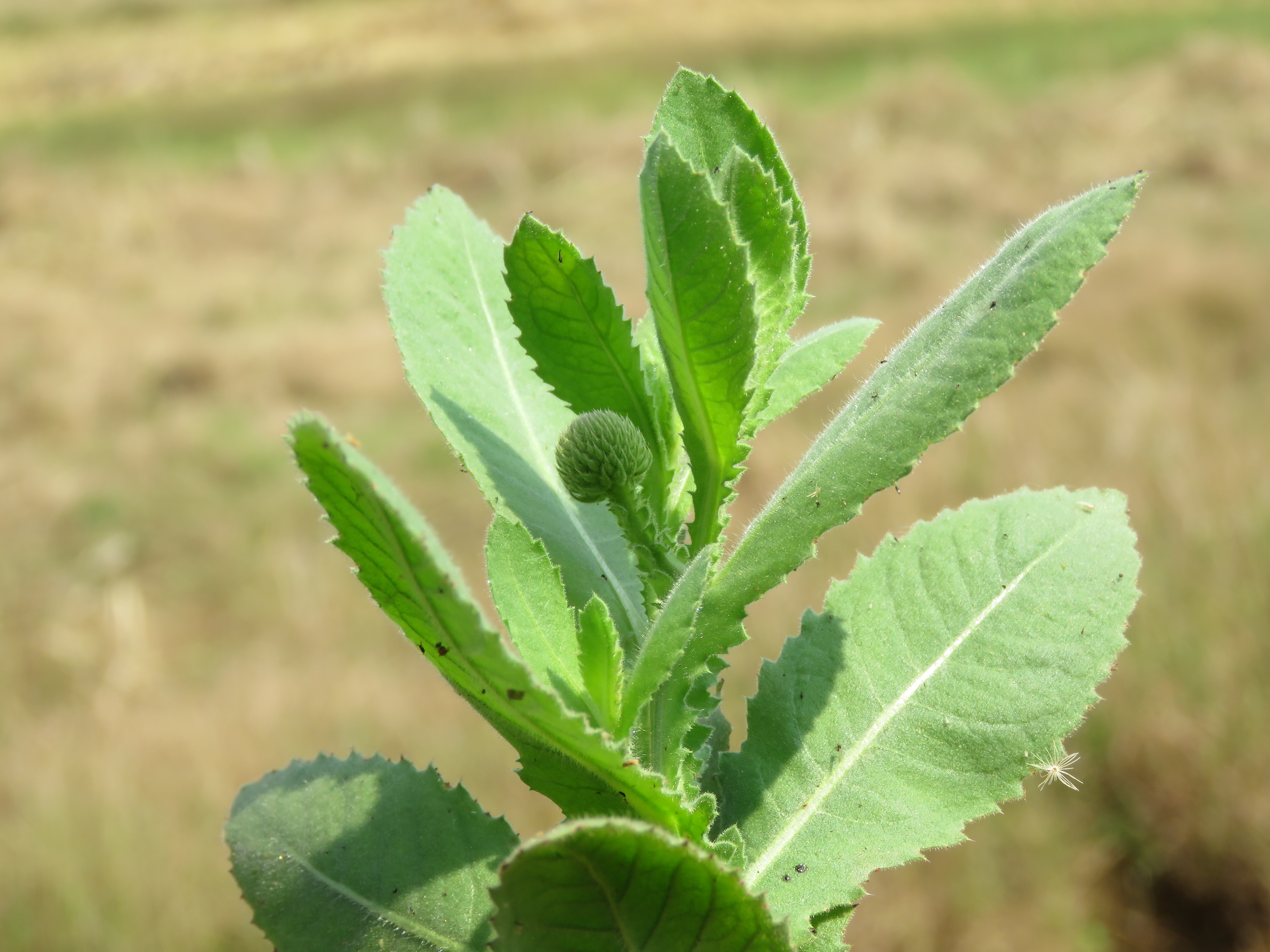
Le foglie
Sphaeranthus indicus

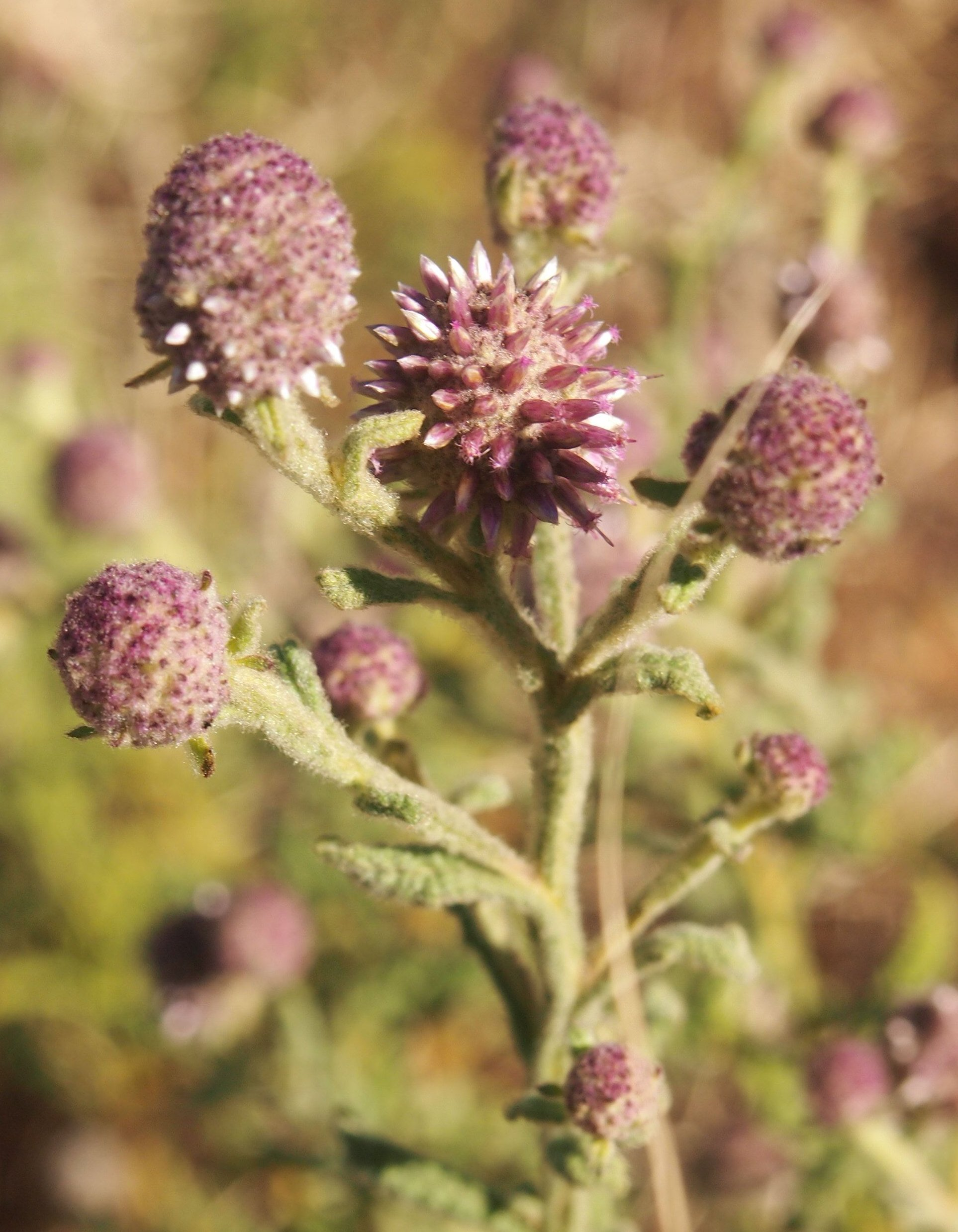
Infiorescenza
Pterocaulon sphacelatum

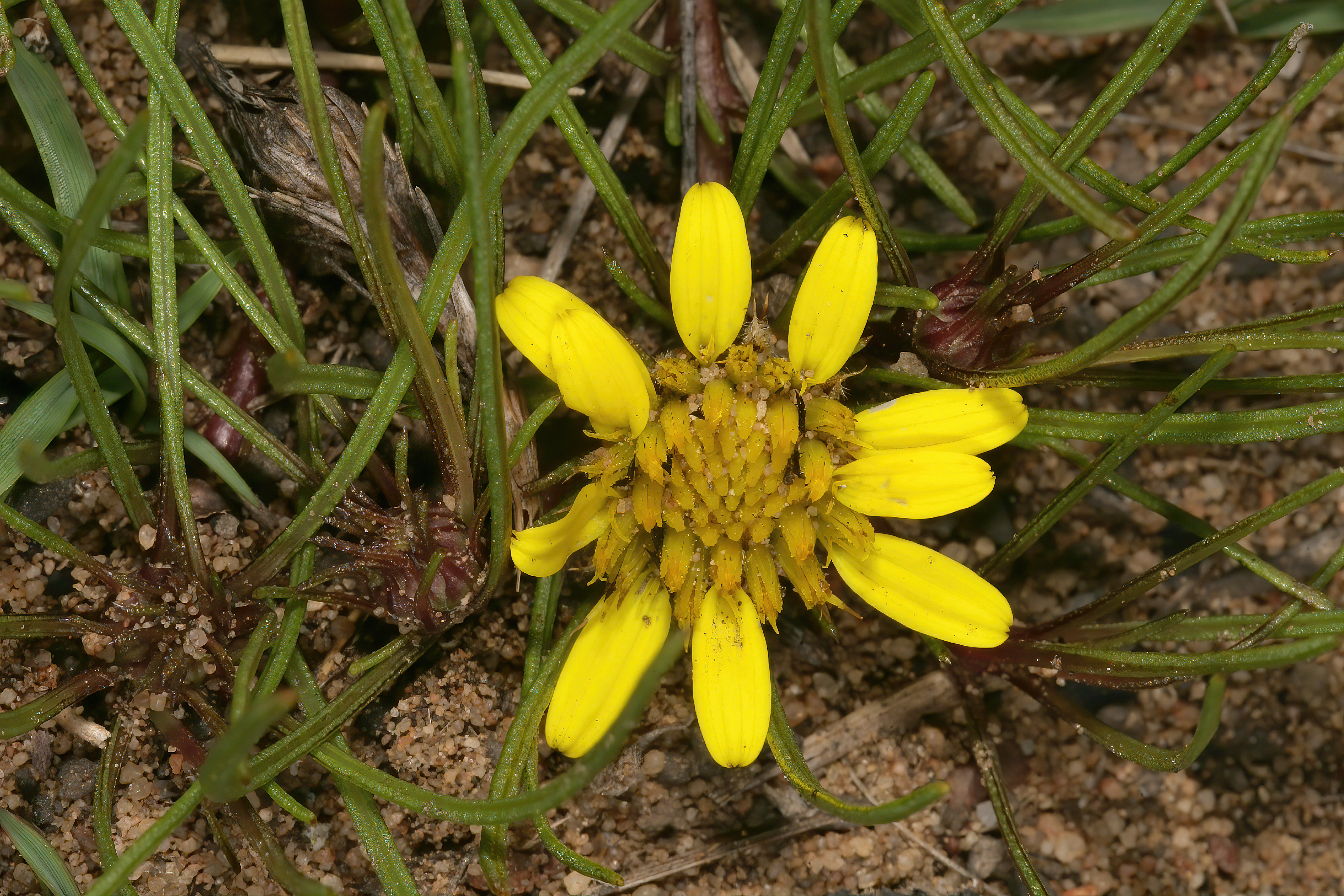
I fiori
Geigeria burkei

Portamento. Le specie di questa tribù sono suddivise in alberi, arbusti, subarbusti ed erbe perenni o annue. Alcune specie si sono adattate ai brevi periodi vegetativi delle zone aride o a sviluppo salino (specie succulente). In questa tribù sono comprese specie ermafrodite, monoiche, dioiche oppure ginomonoiche.
Fusto. La parte sotterranea del fusto consiste prevalentemente in rizomi allungati. La parte aerea del fusto in genere è sprovvista di condotti di resina. Generalmente il floema è privo di strati fibrosi; inoltre sono assenti i tessuti latticiferi.
Foglie. Le foglie lungo il caule sono disposte in modo alternato o eventualmente subopposto. In alcuni casi si possono trovare raggruppate all'apice dei rami (generi Cylindrocline e Monarrhenus), o confinate in una rosetta basale (genere Sachsia). La lamina può essere semplice, pennatifida o pennatosetta con bordi interi, seghettati o dentati. Spesso la superficie è ghiandolosa e pubescente o ricoperta da peli settati (genere Pterocaulon). La base della foglia può essere ristretta o decorrente lungo il picciolo (generi Calostephane, Geigeria, Laggera e altri).
Infiorescenza. Le infiorescenze sono formate da capolini sia solitari che in formazioni corimbose, panicolate o da forme più o meno da cilindriche sottili a sferiche. I capolini possono essere sia eterogami che omogami di tipo sia radiata che discoide o disciformi. I capolini sono formati da un involucro composto da brattee disposte in modo embricato al cui interno un ricettacolo fa da base ai fiori ligulati periferici o fiori del raggio e ai fiori tubulosi quelli centrali o del disco. I fiori possono essere più di 100. L'involucro può essere cilindrico, campanulato o a forma di coppa. Le brattee sono disposte generalmente su più righe; hanno consistenza erbacea o cartilaginea, ma senza margini ialini; gli stereomi non sono divisi. Il ricettacolo è piatto, convesso o concavo; può essere provvisto di pagliette (a protezione della base dei fiori) o esserne privo (nudo).
Fiori. I fiori sono tetra-ciclici (formati cioè da 4 verticilli: calice – corolla – androceo – gineceo) e pentameri (calice e corolla formati da 5 elementi). Si distinguono in:
- fiori del raggio (esterni): sono femminili o raramente neutri e sono disposti su una o più serie; la forma è ligulata (zigomorfa);
- fiori del disco (centrali): sono più numerosi con forme brevemente tubulose (attinomorfe); sono ermafroditi e fertili o (raramente) funzionalmente maschili.

- Formula fiorale:

*/x K {\displaystyle \infty }, [C (5), A (5)], G 2 (infero), achenio 
- Calice: i sepali del calice sono ridotti ad una coroncina di squame.

- Corolla: 
  - fiori del raggio: la forma della corolla alla base è più o meno tubulosa-imbutiforme, mentre all'apice è ligulata o filiforme ma quasi sempre minuta; la ligula può terminare con tre denti; il colore può essere giallo, rosa, porpora, viola o bianco;
  - fiori del disco: la forma è tubulare bruscamente divaricata in 4-5 brevi lobi; il colore può essere giallo, rosa, porpora o qualche volta bianco.

- Androceo: l'androceo è formato da 5 stami sorretti da filamenti generalmente liberi; gli stami sono connati e formano un manicotto circondante lo stilo; le teche (produttrici del polline) sono troncate e non sono speronate. La base delle antere può essere lunga o corta con code ramificate oppure no (raramente sono prive di coda). Il tessuto dell'endotecio è a forma radiata o polarizzata. Le cellule del collare dei filamenti sono piatte o di tipo mammelloso.

- Gineceo: il gineceo ha un ovario uniloculare infero formato da due carpelli.[5] Lo stilo è unico e con due stigmi nella parte apicale. Gli stigmi spesso sono provvisti di peli acuti che terminano sopra la biforcazione, oppure da peli ottusi che terminano ben al di sotto della biforcazione. Le superfici stigmatiche confluiscono all'apice, mentre alla base sono separate in due distinte linee (lignee stigmatiche marginali[7]). Il polline è spinuloso.

Frutti. I frutti sono degli acheni con pappo. Gli acheni in genere sono provvisti di 5 fasci vascolari; la forma è ellissoide, spiralata o a sezione triangolare, spesso con coste sclerenchimatiche. Talvolta sono presenti dei condotti o delle cavità resinose. La superficie è glabra o ricoperta da peli ghiandolari. Nei fiori funzionalmente maschili gli acheni spesso sono molto ridotti. Gli acheni dei fiori del raggio generalmente sono simili a quelli del disco, qualche volta più piatti. Il pappo è formato setole capillari, o setole capillari miste a piccole squame o larghe squame sole. Qualche volta il pappo ha la forma di un anello o anche è assente.

## Biologia
Impollinazione: l'impollinazione avviene tramite insetti (impollinazione entomogama tramite farfalle diurne e notturne).

Riproduzione: la fecondazione avviene fondamentalmente tramite l'impollinazione dei fiori (vedi sopra).

Dispersione: i semi (gli acheni) cadendo a terra sono successivamente dispersi soprattutto da insetti tipo formiche (disseminazione mirmecoria). In questo tipo di piante avviene anche un altro tipo di dispersione: zoocoria. Infatti gli uncini delle brattee dell'involucro (se presenti) si agganciano ai peli degli animali di passaggio disperdendo così anche su lunghe distanze i semi della pianta. Inoltre per merito del pappo (se presente) il vento può trasportare i semi anche a distanza di alcuni chilometri (disseminazione anemocora).

## Distribuzione e habitat
L'areale di questa sottotribù si trova principalmente in Australia, nell'Africa (est e sud) e in parte nell'America (soprattutto del sud); alcuni generi però hanno una distribuzione mondiale (Pluchea).

## Sistematica
La famiglia di appartenenza di questa voce (Asteraceae o Compositae, nomen conservandum) probabilmente originaria del Sud America, è la più numerosa del mondo vegetale, comprende oltre 23.000 specie distribuite su 1.535 generi, oppure 22.750 specie e 1.530 generi secondo altre fonti (una delle checklist più aggiornata elenca fino a 1.679 generi). La famiglia attualmente (2021) è divisa in 16 sottofamiglie; la sottofamiglia Asteroideae è una di queste e rappresenta l'evoluzione più recente di tutta la famiglia.

### Filogenesi
La tribù Inuleae (comprendente le Inulinae) è una delle 21 tribù della sottofamiglia Asteroideae). Da un punto di vista filogenetico, la tribù Inuleae, all'interno della sottofamiglia, fa parte del "Helianthodae". All'interno della tribù sono state definite due linee monofiletiche, un “gruppo fratello” dell'altra: la sottotribù Inulinae e la sottotribù Plucheinae. Quest'ultima ha corolle con varie tonalità di rosa, malva o porpora, con stigmi ricoperti di peli acuti, ma senza la caratteristica di avere dei grandi cristalli di ossalato nelle cellule dell'epidermide dell'achenio.
Alla base della sottotribù si trova un gruppo di generi dell'areale Sudamericano (Stenachaenium) e dell'areale Sudafricano (Geigeria, Ondetia, Antiphiona, Calostephane e Pegolettia) in precedenza descritti come membri delle Inulinae. Al livello superiore si trovano cinque cladi non tutti ben risolti: 
- primo clade (C1): consiste nel genere Cratystylis composto da quattro specie arbustive dioiche australiane;
- secondo clade (C2): consiste nel genere africano Iphionopsis con tre specie con capolini omogami;
- terzo calde (C3): consiste nel genere Pterocaulon del Nuovo Mondo (con poche specie nell'areale australiano); i capolini sono eterogami e i fiori femminili sono filiformi;
- quarto clade (C4): è formato dal genere Sachsia dei Caraibi con poche specie con capolini radiati o disciformi e foglie raccolte in rosette basali;
- quinto clade (C5): è il "core" della sottotribù formato dalla specie Pechuel-loeschea leubnitziae in posizione “gruppo fratello” del resto del clade formato a sua volta dai generi Coleocoma, Cylindrocline, Epaltes, Karelinia, Laggera, Pluchea, Porphyrostemma, Sphaeranthus, Streptoglossa e Tessaria; le relazioni tra i vari componenti di questo clade non sono ancora risolte completamente.[8]

Non tutti i generi della sottotribù sono monofiletici, come ad esempio il genere Epaltes. La descrizione delle due specie di Adelostigma non è stata ancora molto approfondita per cui potrebbero rappresentare due generi diversi. Il genere Pluchea (genere tipo) non è monofiletico e probabilmente è imparentato con i generi Coleocoma e Streptoglossa e forse altri generi. Nel genere Pseudoblepharispermum sono state inserite due rare e poco conosciute specie e probabilmente non sono imparentate tra di loro.
Il cladogramma a lato tratto dalla pubblicazione citata e semplificato mostra l'attuale conoscenza filogenetica della sottotribù.
|  | Geigeria - Ondetia        |
|  |                           |
|  | Antiphiona - Laggera      |
|  |                           |
|  | Calostephane - Pegolettia |
|  |                           |

| Clade 1          | Cratystylis |
|                  | Cratystylis |
| Clade 2          | Iphionopsis |
|                  | Iphionopsis |
| Clade 3          | Pterocaulon |
|                  | Pterocaulon |
| Clade 4          | Sachsia |
|                  | Sachsia |
| Clade 5 ("core") | \| \| Pechuel-loeschea \| \| \| \| \| \| Coleocoma, Cylindrocline, Epaltes, Karelinia, Laggera, Pluchea, Porphyrostemma, Sphaeranthus, Streptoglossa e Tessaria \| \| \| \| |
|                  | \| \| Pechuel-loeschea \| \| \| \| \| \| Coleocoma, Cylindrocline, Epaltes, Karelinia, Laggera, Pluchea, Porphyrostemma, Sphaeranthus, Streptoglossa e Tessaria \| \| \| \| |
|                  | Pechuel-loeschea |
|                  | |
|                  | Coleocoma, Cylindrocline, Epaltes, Karelinia, Laggera, Pluchea, Porphyrostemma, Sphaeranthus, Streptoglossa e Tessaria                                                      |
|                  | |

|  | Pechuel-loeschea |
|  | |
|  | Coleocoma, Cylindrocline, Epaltes, Karelinia, Laggera, Pluchea, Porphyrostemma, Sphaeranthus, Streptoglossa e Tessaria |
|  | |

|  | Geigeria - Ondetia        |
|  |                           |
|  | Antiphiona - Laggera      |
|  |                           |
|  | Calostephane - Pegolettia |
|  |                           |

| Clade 1          | Cratystylis |
|                  | Cratystylis |
| Clade 2          | Iphionopsis |
|                  | Iphionopsis |
| Clade 3          | Pterocaulon |
|                  | Pterocaulon |
| Clade 4          | Sachsia |
|                  | Sachsia |
| Clade 5 ("core") | \| \| Pechuel-loeschea \| \| \| \| \| \| Coleocoma, Cylindrocline, Epaltes, Karelinia, Laggera, Pluchea, Porphyrostemma, Sphaeranthus, Streptoglossa e Tessaria \| \| \| \| |
|                  | \| \| Pechuel-loeschea \| \| \| \| \| \| Coleocoma, Cylindrocline, Epaltes, Karelinia, Laggera, Pluchea, Porphyrostemma, Sphaeranthus, Streptoglossa e Tessaria \| \| \| \| |
|                  | Pechuel-loeschea |
|                  | |
|                  | Coleocoma, Cylindrocline, Epaltes, Karelinia, Laggera, Pluchea, Porphyrostemma, Sphaeranthus, Streptoglossa e Tessaria                                                      |
|                  | |

|  | Pechuel-loeschea |
|  | |
|  | Coleocoma, Cylindrocline, Epaltes, Karelinia, Laggera, Pluchea, Porphyrostemma, Sphaeranthus, Streptoglossa e Tessaria |
|  | |

Ulteriori ricerche, non riportare nel cladogramma, hanno ulteriormente affinato la conoscenza sui complicati rapporti dei generi di questa sottotribù. 
Le principali sinapomorfie per questo gruppo sono:
- fiori marginali filiformi;
- cristalli più o meno grandi nell'epidermide dell'achenio.

Il numero cromosomico di base, per le specie di questa sottotribù, è x=9 e x=10, ossia: 2n=18, 20 e 40.

### Composizione della sottotribù
La sottotribù comprende 33 generi e 253 specie.
| Genere                                          | Nr. specie                                                       | Distribuzione | Caratteri più significativi | Fiori |
| ----------------------------------------------- | ---------------------------------------------------------------- | --- | --- | ----- |
| Adelostigma Steetz, 1864                        | 2                                                                | Africa su due areali disgiunti (nord-ovest e sud-est) | Le foglie sono del tipo bipennatifide. - Le antere anno le code. - Gli acheni sono lunghi meno di 3 mm.                                                                             |       |
| Allopterigeron Dunlop, 1981                     | Una specie: Allopterigeron filifolius (F.Muell.) Dunlop, 1981    | Australia | La forma delle foglie è filiforme. - I fiori sono biancastri. |       |
| Antiphiona Merxm., 1954                         | 2                                                                | Namibia | Tutti i fiori sono perfetti. - La lamina è di tipo pennatifida o pennatosetta. - Il pappo è formato da setole barbate.                                                              |       |
| Calostephane Benth., 1872                       | 6                                                                | Africa meridionale | Il ricettacolo è nudo, senza setole. - I fiori periferici sono gialli e ben sviluppati.                                                                                             |       |
| Coleocoma F.Muell., 1857                        | Una specie: Coleocoma centaurea F.Muell., 1857                   | Australia | I capolini sono grandi. - L'involucro è ampio e ottuso. |       |
| Cratystylis S.Moore, 1905                       | 4                                                                | Australia | Il portamento è arbustivo. - Le specie sono funzionalmente dioiche. |       |
| Cylindrocline Cass., 1817                       | 2                                                                | Isole Mauritius | I capolini sono discoidi con fiori femminili periferici filiformi. - I capolini sono raccolti in densi corimbi. - Le sinflorescenze sono simili a glomeruli.                        |       |
| Delamerea S.Moore, 1900                         | Una specie: Delamerea procumbens S.Moore, 1900                   | Africa orientale | I capolini sono minuti. - Le brattee dell'involucro sono piccole e acute. - Il pappo è formato da setole connate alla base simili a scaglie.                                        |       |
| Epaltes Cass., 1818                             | 7                                                                | America (Messico e Brasile), Africa (Madagascar), Asia (India e Indocina) e Australia                                                                             | I capolini sono del tipo disciforme. - Il pappo è ridotto o più o meno assente. |       |
| Galgera Anderb. & Bengtson, 2022                | Una specie: Galgera decurrens (Vahl) Anderb. & Bengtson, 2022    | Africa | Le foglie sono decorrenti. - Il colore dei fiori è giallo |       |
| Geigeria Griess., 1830                          | 28                                                               | Africa e Penisola Arabica\|I fiori del raggio sono gialli e ben sviluppati. - Il ricettacolo è provvisto di numerose setole.                                      | |       |
| Karelinia Less., 1834                           | Una specie: Karelinia caspia (Pall.) Less., 1834                 | Asia centrale | I capolini sono terminali e solitari. - I capolini sono lunghi più di un centimetro.                                                                                                |       |
| Iphionopsis Anderb., 1985                       | 3                                                                | Africa orientale e Madagascar | I capolini sono solitari o raccolti più o meno densamente. - Le brattee dell'involucro hanno un colore paglierino con forti strisce longitudinali mediane.                          |       |
| Laggera Sch.Bip. ex Benth., 1873                | 10                                                               | Africa (centro e meridione) e Asia (meridionale) | Le foglie sono decorrenti. - Il colore dei fiori è porpora. - Il pappo ha numerose setole.                                                                                          |       |
| Litogyne Harv., 1863                            | Una specie: Litogyne gariepina (DC.) Anderb., 1991               | Africa | Il ricettacolo è profondamente concavo. - Il pappo è assente. |       |
| Monarrhenus Cass., 1817                         | 2                                                                | Isole Mauritius e Réunion | Il portamento delle specie di questo genere è subarbustivo. - Le foglie sono confinate nella parte distale dei fusti. - I capolini sono raccolti in densi corimbi.                  |       |
| Neojeffreya Cabrera, 1978                       | Una specie: Neojeffreya decurrens (Carl Linnaeus) Cabrera, 1978  | Africa centro-orientale e Madagascar | Le sinflorescenze hanno delle forme sferiche. - Il pappo è formato da setole capillari.                                                                                             |       |
| Nicolasia S.Moore, 1900                         | 7                                                                | Africa centrale | Le foglie spesso sono decorrenti lungo il fusto. - Le corolle dei fiori sono colorate di porpora. - Il pappo è formato da poche setole.                                             |       |
| Ondetia Benth., 1872                            | Una specie: Ondetia linearis Benth., 1872                        | Namibia | I capolini sono del tipo radiato. - I fiori esterni (del raggio) sono gialli e femminili. - Il ricettacolo ha delle pagliette.                                                      |       |
| Pechuel-loeschea O.Hoffm., 1888                 | Una specie: Pechuel-loeschea leubnitziae (Kuntze) O.Hoffm., 1888 | Africa meridionale | La lamina delle foglie è intera. - I capolini sono eterogami con fiori esterni filiformi e quelli interni bisessuali. - Il colore dei fiori è porpora.                              |       |
| Pegolettia Cass., 1825                          | 9                                                                | Africa, Penisola Arabica e India | Tutti i fiori sono perfetti. - In genere le foglie sono intere o dentate. - Se le foglie sono pennatifide allora il pappo è piumoso.                                                |       |
| Pluchea Cass., 1817                             | 61                                                               | In tutti i continenti esclusa l'Europa | Le sinflorescenze in genere sono corimbose. - Le setole del pappo hanno dei denti eretto-patenti.                                                                                   |       |
| Porphyrostemma Benth. ex Oliv., 1873            | 3                                                                | Africa più o meno tropicale | Gli acheni possiedono alcune cavità resinose. - Il pappo è assente o ridotto ad un anello di scaglie.                                                                               |       |
| Pseudoblepharispermum J.-P.Lebrun & Stork, 1982 | 3                                                                | Africa orientale | Le sinflorescenze hanno delle forme sferiche. - Il pappo è assente. |       |
| Pterocaulon Elliott, 1823                       | 26                                                               | America, India, Asia orientale e Australia | Il pappo è formato da setole capillari. - Le sinflorescenze sono delle spighe oppure hanno delle forme sferiche.                                                                    |       |
| Sachsia Griseb., 1866                           | 3                                                                | Indie Occidentali (America centrale) e Florida (USA) | Il portamento consiste in erbe delicate con rosette basali. - I capolini sono disciformi o radiati                                                                                  |       |
| Sphaeranthus L., 1753                           | 40                                                               | Africa, Asia tropicale e Australia\|Le sinflorescenze sono terminali globose. - Il portamento delle specie è erbaceo. - Le foglie sono decorrenti lungo il fusto. | |       |
| Sphaeromorphaea DC., 1838                       | 6                                                                | India, Cina, Indocina e Australia | I capolini nascono a coppie o singolarmente. - Le brattee involucrali sono cartilaginee, incurvate e glabre. - Il pappo si presenta con una corona di scaglie rigide e persistenti. |       |
| Stenachaenium Benth., 1873                      | 5                                                                | America del Sud | Il ciclo biologico è perenne (a portamento erbaceo). - Le code delle antere sono lunghe e ramificate. - Gli acheni sono lunghi più di tre millimetri.                               |       |
| Streptoglossa Steetz ex F.Muell., 1863          | 8                                                                | Australia | I capolini sono provvisti di fiori femminili minuti. - Le foglie sono ampie. - Il colore delle corolle è porpora.                                                                   |       |
| Tessaria Ruiz & Pav., 1794                      | 5                                                                | Sudaerica | Il portamento delle specie di questo genere è arboreo. - I capolini sono eterogami. - Ogni capolino ha un solo fiore funzionalmente maschile.                                       |       |
| Thespidium F.Muell ex Benth., 1867              | Una specie: Thespidium basiflorum (F.Muell) Benth., 1867         | Australia | I capolini hanno una posizione ascellare vicino alla base dei rami. - Gli acheni hanno dei peli uncinati.                                                                           |       |
| Triplocephalum O.Hoffm., 1894                   | Una specie: Triplocephalum holstii O.Hoffm., 1894                | Africa orientale | Il portamento di questa specie è arbustivo. - Le foglie non sono decorrenti. |       |

### Chiavi per i generi
Per comprendere meglio ed individuare i vari generi della sottotribù, l’elenco seguente utilizza in parte il sistema delle chiavi analitiche (vengono cioè indicate solamente quelle caratteristiche utili a distingue un genere dall'altro)

- 1A: il ricettacolo è provvisto di pagliette;

- 2A: i capolini sono radiati con fiori radiati femminili gialli;

genere Ondetia.
- 2B: i capolini sono discoidi con fiori femminili filiformi biancastri o rosa;

- 3A: i capolini sono raggruppati in testate sferiche secondarie;

genere Neojeffreya: il pappo è formato da setole capillari.
genere Pseudoblepharispermum: il pappo è assente.
- 3B: i capolini sono raggruppati in densi corimbi, ma non in infiorescenze secondarie;

genere Cylindrocline.
- 1B: il ricettacolo è privo di pagliette;

- 4A: i capolini sono raggruppati in testate secondarie sferiche, o appuntite o racemose;

- 5A: il pappo è formato da setole capillari; le testate secondarie dell'infiorescenza hanno delle forme simile a punte o sono sferiche;

genere Pterocaulon.
- 5B: il pappo è assente, oppure è formato da piccole scaglie disposte ad anello; le testate secondarie sono terminali;

genere Sphaeranthus: l'habitus delle piante è erbaceo o subarbustivo; le foglie sono decorrenti lungo il picciolo.
genere Triplocephalum: l'habitus delle piante è arbustivo; le foglie non sono decorrenti.
- 4B: i capolini sono solitari o variamente raggruppati, ma mai in configurazioni di infiorescenze secondarie;

- 6A: le brattee dell'involucro sono colorate di giallo paglierino con strisce mediane longitudinali scure;

genere Iphionopsis.
- 6B: le brattee dell'involucro non sono percorse da strisce scure;

- 7A: le piante hanno un delicato habitus erbaceo (con ciclo biologico perenne), sono inoltre provviste di una rosetta basale, scapo spoglio (afillo) e capolini terminali raggruppati in corimbo;

genere Sachsia: i capolini hanno una forma discoide ma anche radiata.
- 7B: i fusti non sono scaposi e le foglie non sono raggruppate in rosette basali;

- 8A: lo stilo è ricoperto di peli acuti dalla fine fino circa alla biforcazione;

- 9A: i capolini sono forniti di grandi fiori del raggio colorati di giallo;

genere Geigeria: le pagliette del ricettacolo sono numerose.
genere Calostephane: il ricettacolo è nudo, senza pagliette.
- 9B: i capolini sono privi dei fiori del raggio;

- 10A: i capolini sono eterogami con i fiori esterni filiformi e quelli del disco ermafroditi o funzionalmente maschili.

genere Pechuel-loeschea: la lamina delle foglie è intera; le corolle sono colorate di porpora;
- 10B: i capolini sono omogami con un solo tipo di fiori;

- 12A: le piante sono arbusti dioici;

genere Cratystylis.
- 12B: le piante sono arbusti o erbacee con fiori ermafroditi;

genere Antiphiona: le foglie hanno una lamina di tipo pennatifida o pennatosetta; il pappo è formato da setole barbate.
genere Pegolettia: le foglie hanno una lamina intera o dentata, o, se le foglie sono pennatifide, allora il pappo è piumoso.
- 8B: lo stilo è ricoperto di peli ottusi che si estendono fin sotto la biforcazione;

- 13A: gli acheni sono provvisti di cavità o condotti rossi resiniferi;

genere Porphyrostemma: gli acheni sono provvisti di 2 - 3 cavità resinifere raggruppate in righe; il pappo è assente o formato da un piccolo anello.
- 13B: gli acheni sono privi di cavità o condotti resiniferi;

- 14A: i capolini hanno una forma radiata o discoide con fiori femminili minutamente radiali o debolmente tubolari;

genere Streptoglossa: le foglie hanno una ampia lamina; i fiori sono colorati di porpora.
genere Allopterigeron: le foglie hanno una lamina filiforme; i fiori sono biancastri.
- 14B: i capolini hanno una forma discoide con fiori femminili filiformi;

- 15A: il pappo è assente, o formato da un piccolo anello o da poche scaglie setolose;

- 16A: il ricettacolo è profondamente concavo; il pappo è assente;

genere Litogyne.
- 16B: il ricettacolo è piatto o leggermente convesso; il pappo è assente o è formato da scaglie setolose;

- 17A: i capolini sono disposti vicino all'ascelle alla base degli steli; gli acheni sono provvisti di peli uncinati;

genere Thespidium.
- 17B: i capolini non sono disposti vicino all'ascelle degli steli; gli acheni non sono provvisti di peli uncinati;

- 18A: il pappo è assente o eccezionalmente provvisto di scaglie setolose libere alla base;

genere Epaltes.
- 18B: il pappo è formato di scaglie setolose connate alla base in un tubo;

genere Coleocoma: i capolini sono grandi; le brattee dell'involucro sono molto ampie e a forma ottusa.
genere Delamerea: i capolini sono piccoli; le brattee dell'involucro non sono molto ampie e sono a forma acuta.
- 15B: il pappo è formato da setole capillari;

- 19A: le piante sono arbusti; i capolini sono raggruppati in densi corimbi; le foglie sono confinate nella parte distale dei rami;

genere Monarrhenus.
- 19B: le piante sono alberi, arbusti o erbacee; i capolini non sono raggruppati in densi corimbi; le foglie sono egualmente distribuite lungo i rami e gli steli;

- 20A: le piante sono alberi; i capolini sono eterogami con solo un fiore funzionalmente maschile;

genere Tessaria.
- 20B: le piante sono arbusti o erbacee; se sono presenti i fiori maschili, questi sono più di uno;

- 21A: le piante sono erbacee perenni con foglie decorrenti; le code delle antere sono lunghe e ramificate; gli acheni sono lunghi più di 3 mm;

genere Stenachaenium.
- 21B: le piante sono arbusti o alberi; gli acheni sono più piccoli di 3 mm; le code delle antere sono corte o inesistenti;

- 22A: le foglie hanno la lamina bi-pennatifida; le antere sono prive di coda;

genere Adelostigma.
- 22B: le foglie non sono pennatifide; le antere sono provviste di coda;

- 23A: i fiori del disco sono funzionalmente maschili con acheni ridotti; il pappo è formato generalmente da setole con denti eretto-patenti;

genere Karelinia: i capolini sono solitari, in posizione terminale e lunghi più di un centimetro.
genere Pluchea: i capolini sono disposti in corimbi (raramente sono solitari) e sono lunghi meno di un centimetro.
- 23B: i fiori del disco sono ermafroditi e fertili con acheni normalmente sviluppati; il pappo è formato da setole con denti appressati; i fiori sono purpurei; le foglie spesso sono decorrenti; le antere sono prive di coda;

genere Laggera: il pappo è provvisto di numerose setole.
genere Nicolasia: il pappo ha poche setole.

## Alcune specie

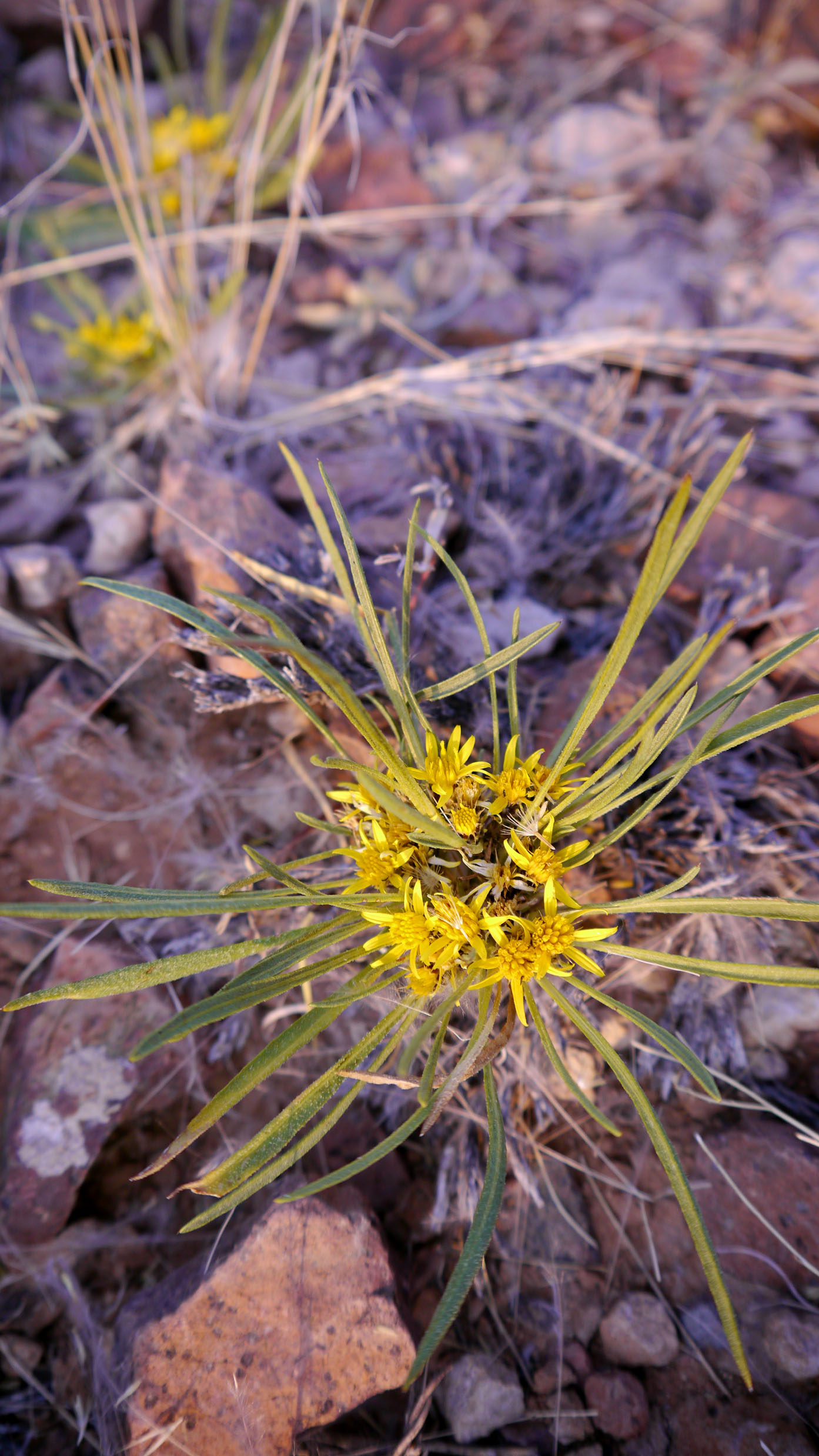
Geigeria ornativa
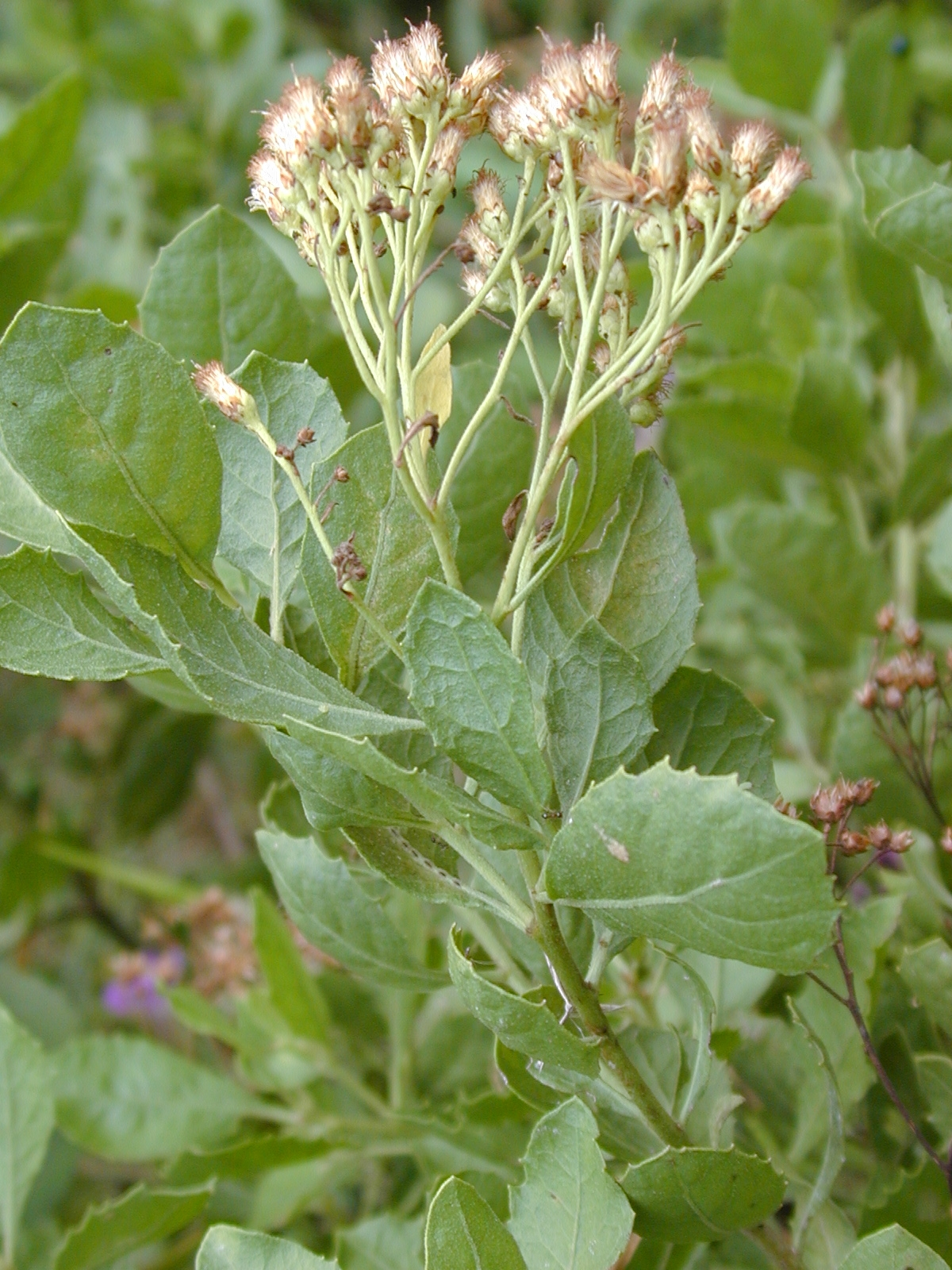
Pluchea indica
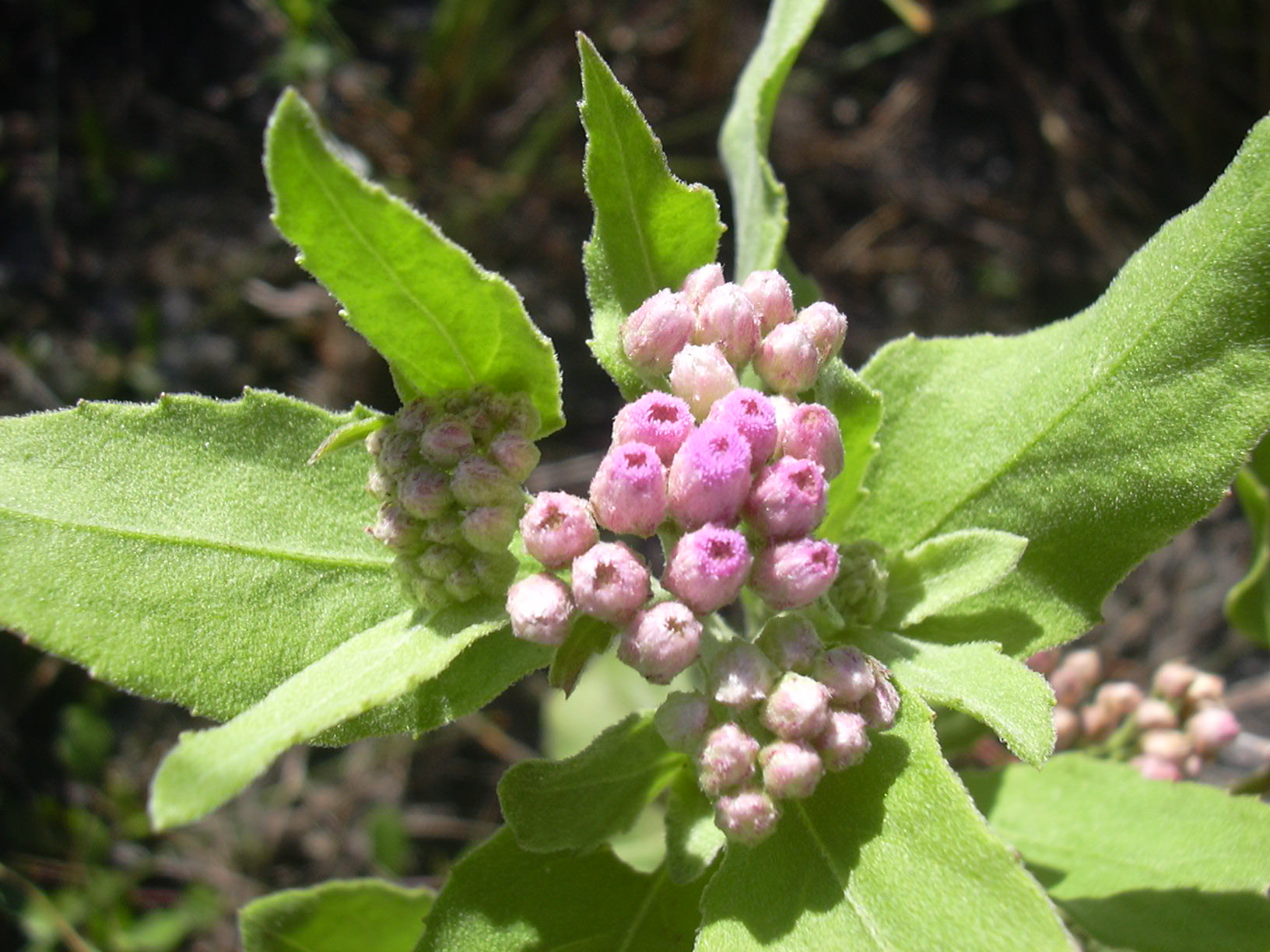
Pluchea carolinensis
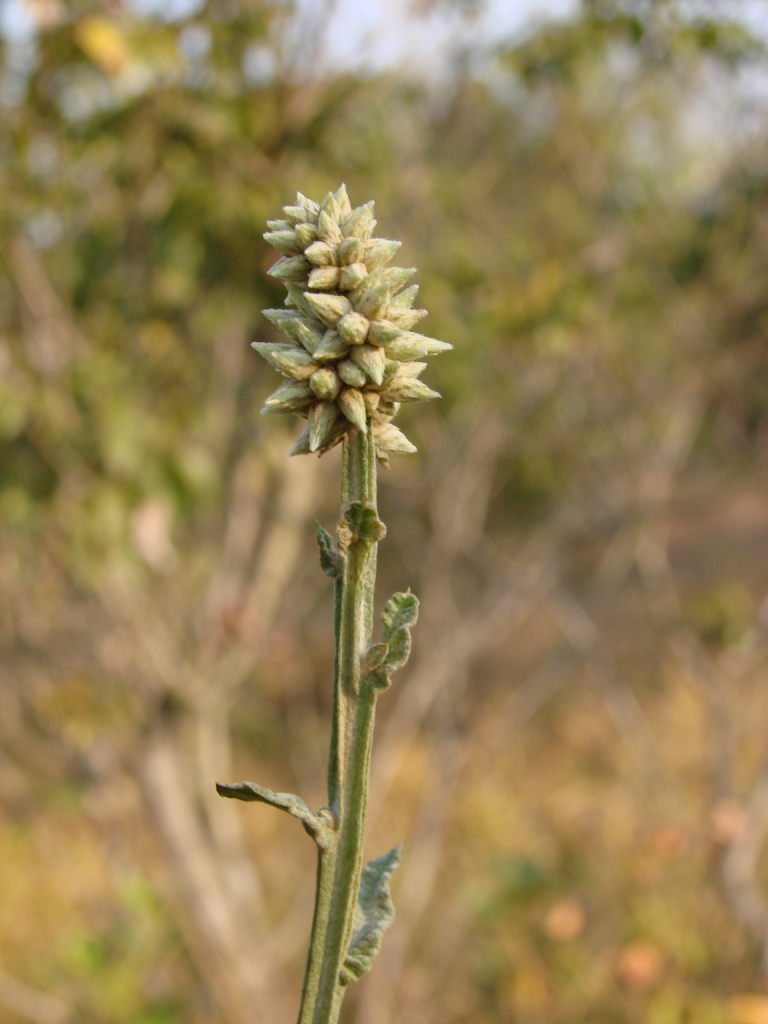
Pterocaulon rugosum
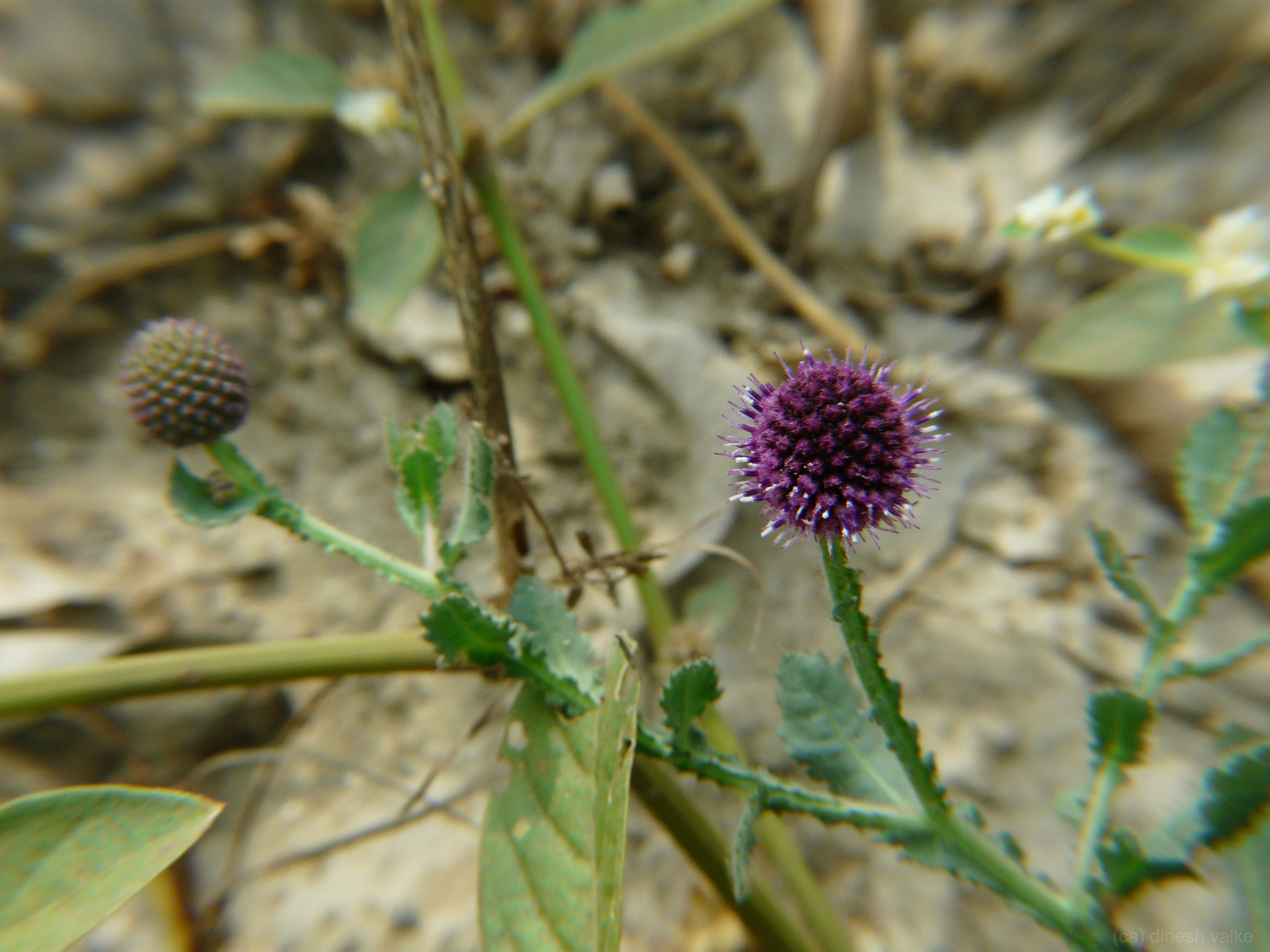
Sphaeranthus indicus
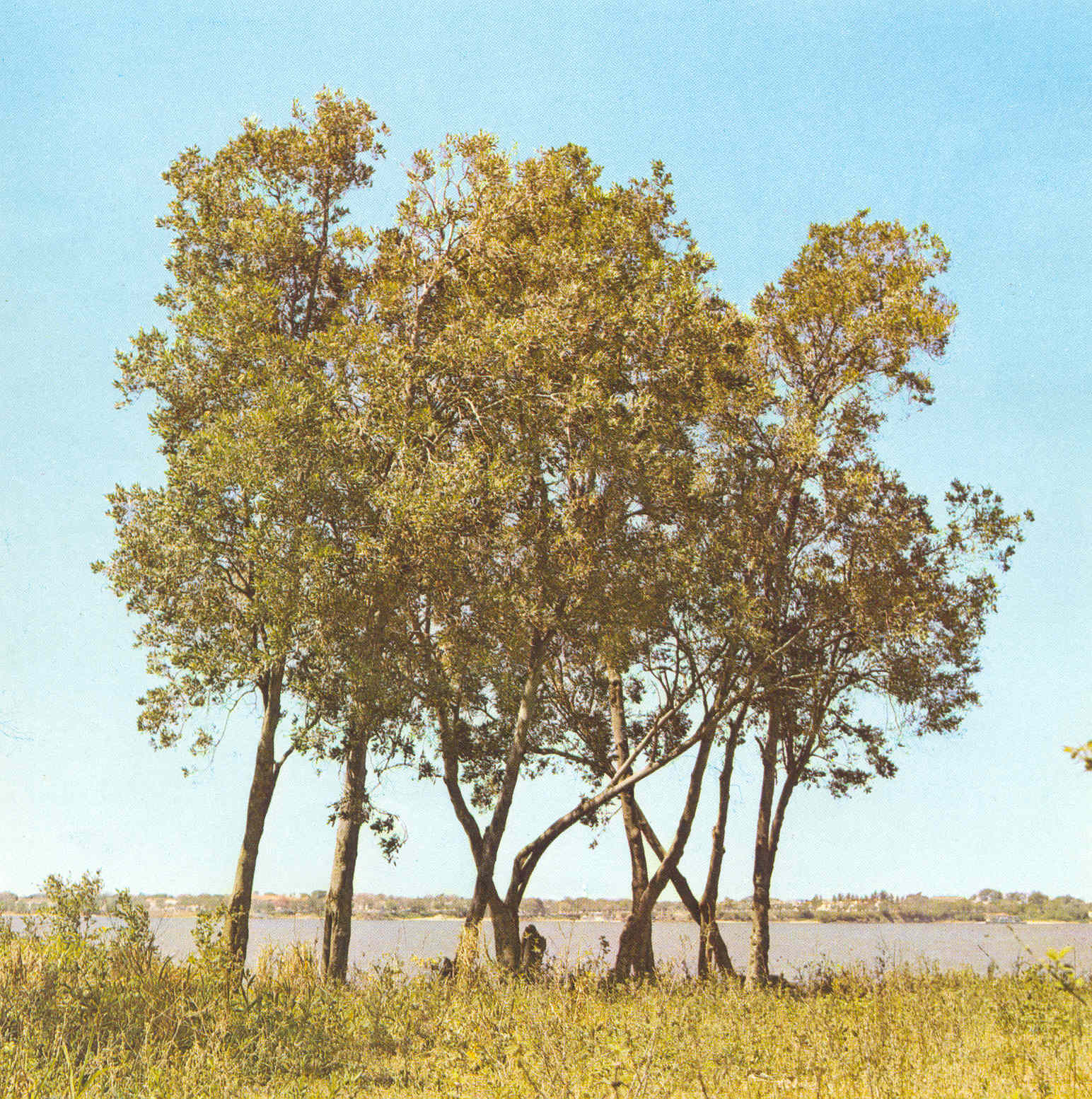
Tessaria integrifolia